# Amorphinopsis fistulosa
Amorphinopsis fistulosa är en svampdjursart som först beskrevs av Vacelet, Vasseur och Claude Lévi 1976.  Amorphinopsis fistulosa ingår i släktet Amorphinopsis och familjen Halichondriidae.
Artens utbredningsområde är Madagaskar. Inga underarter finns listade i Catalogue of Life.